# Milieu de Hanks
 (novembre 2022).
Si vous disposez d'ouvrages ou d'articles de référence ou si vous connaissez des sites web de qualité traitant du thème abordé ici, merci de compléter l'article en donnant les références utiles à sa vérifiabilité et en les liant à la section « Notes et références ».
Le milieu, solution ou liquide de Hanks, du nom du microbiologiste John H. Hanks qui l'a formulé dans les années 1940, est un soluté salin, tamponné, et isotonique, utilisé pour la culture tissulaire.

## Composition
Ce milieu contient des sels minéraux et le glucose nécessaire à la croissance cellulaire :
- sels minéraux : chlorure de sodium, chlorure de calcium, sulfate de magnésium, hydrogénophosphate de sodium, phosphate de monopotassium ;
- glucose ;
- eau bidistillée additionnée de solution rouge de phénol.

## Autres
Le milieu initial est modifié selon l'utilisation (milieu de culture, milieu de transport, excipient…).

### Milieu de Hanks-Simms
C'est un milieu de culture de virus en culture tissulaire. Il se compose d'ultrafiltrat de sérum de bœuf (1 volume) et de liquide de Hanks (3 volumes) additionné d'antibiotiques lors de l'emploi.

### Milieu 199 de Hanks
Il s'agit d'un milieu de culture tamponné par la solution de Hanks. Il est utilisé dans de nombreuses applications en biologie cellulaire, dont la culture de cellules non transformées, ainsi que dans des fabrications industrielles de nombreuses solutions injectables où il sert d'excipient.

#### Composition
C'est un milieu de culture chimiquement défini, c'est-à-dire dont on connaît la composition exacte à l'inverse des milieux de cultures basés sur les fluides biologiques. Il est composé d'acides aminés, de sels minéraux, de vitamines et autres composants,.

#### Vaccins
Le milieu 199 de Hanks entre notamment dans la composition des vaccins suivants :
- Avaxim (hépatite A) ;
- Boostrixtetra (diphtérie, tétanos, poliomyélite, coqueluche) ;
- Imovax Polio (poliomyélite) ;
- Infanrixtetra (diphtérie, tétanos, poliomyélite, coqueluche) ;
- Infanrixquinta ((diphtérie, tétanos, poliomyélite, coqueluche, infections invasives à Haemophilus influenzae de type b) ;
- Infanrixhexa (mêmes maladies que le précédent, plus l'hépatite B) ;
- M-M-Rvaxpro (rougeole, oreillons, rubéole) ;
- Pentavac (coqueluche, diphtérie, tétanos, poliomyélite, infections invasives à Haemophilus influenzae de type b) ;
- Revaxis (diphtérie, tétanos, poliomyélite) ;
- Tetravac-Acellulaire (coqueluche, diphtérie, tétanos, poliomyélite) ;
- Tyavax (hépatite A, typhoïde).